# Pietrosul Călimanilor
Pietrosul Călimanilor (maďarsky Pietrosz-csúcs či Nagy-Köves, 2100 m n. m.) je hora v pohoří Căliman v severním Rumunsku. Nachází se na území župy Mureș asi 10 km jihozápadně od vesnice Gura Haitii a 25 km severozápadně od města Toplița. Vrchol je místem dalekého rozhledu. Pietrosul je nejvyšší horou celého Călimanu.
Na vrchol lze vystoupit po značených trasách z několika směrů, například z vesnice Gura Haitii.